# SAGA-220
SAGA-220 (сокр. от англ. Supercomputer for Aerospace with GPU Architecture - 220 teraflops, рус. Суперкомпьютер для аэрокосмических исследований с архитектурой GPU - 220 TFLOPS) — суперкомпьютер, созданный Индийской организацией космических исследований (ISRO). На май 2011 года являлся наиболее высокопроизводительным индийским компьютером с максимальной теоретической производительностью 220 TFLOPS.
Представлен общественности 2 мая 2011 года Копиллилом Радхакришнаном (хин.), председателем ISRO.

## Местонахождение
SAGA-220 находится в здании Satish Dhawan Supercomputing Facility в Космическом центре имени Викрама Сарабхаи, в Тируванантапураме.

## Конструкция
Построен с использованием коммерчески доступного аппаратного обеспечения, программного обеспечения с открытым исходным кодом и собственных разработок. Система использует 400 графических процессоров NVIDIA Tesla C2070 и 400 процессоров Intel Quad Core Xeon поставленных компанией Wipro. Каждый из графических процессоров NVIDIA Tesla C2070 обладает производительностью до 515 GFLOPS, в то время как производительность процессоров Xeon достигает только 50 GFLOPS. Для коммуникаций используется Infiniband QDR. Стоимость создания суперкомпьютера составила около 140 млн индийских рупий. Система потребляет около 150 кВт электроэнергии.

## Применение
Система используется в научных целях для решения комплекса авиационных проблем. Предположительно он будет использоваться для проектных расчётов при создании будущих ракет-носителей.

## Место в TOP500
На июнь 2015 года SAGA-220 занял 422 место в списке Top500.